# Ингебригтсен, Рудольф
Ру́дольф Ингебри́гтсен (норв. Rudolf Ingebrigtsen) — норвежский кёрлингист.
В составе мужской сборной Норвегии участник чемпионата мира 1966 (заняли пятое место). Чемпион Норвегии среди мужчин.
Играл на позиции первого.

## Достижения
- Чемпионат Норвегии по кёрлингу среди мужчин: золото (1966).

## Команды
| Сезон   | Четвёртый     | Третий       | Второй           | Первый               | Турниры                      |
| ------- | ------------- | ------------ | ---------------- | -------------------- | ---------------------------- |
| 1968—69 | Нильс Видеман | Юхан Лефстад | Хенрик Моллериус | Рудольф Ингебригтсен | ЧНМ 1966 · ЧМ 1966 (5 место) |

(скипы выделены полужирным шрифтом)